# Станції Сухе Озеро
Станції Сухе Озеро (рос. Станции Сухое Озеро, башк. Сухое Озеро станцияһы) — присілок (у минулому селище) у складі Абзеліловського району Башкортостану, Росія. Входить до складу Альмухаметовської сільської ради.
Населення — 14 осіб (2010; 30 в 2002).
Національний склад:
- башкири — 60%
- росіяни — 40%